# 砂時計型社会
砂時計型社会（すなどけいがたしゃかい）とは社会の形態を表す言葉。これはアラン・リピエッツによって提唱された言葉である。中流が数多くを占めていた社会に格差が発生しそれが大きくなっていくことで、従来ならば中間層に存していたものが上流か下流に分布していき、中流が少なくなっているような社会のことを言う。これは社会的階層の分布が砂時計の形のようになっていることから言われるようになった。アメリカ合衆国ではフォーディズムの成功から国民の大部分が中流になるような社会が実現できていたものの、それには限界が存在しており、業績の悪化してきた企業は収益を回復するために従業員の賃金を削減したり解雇をしてきた結果、砂時計型社会へと変化してきた。